# Carpodacus pulcherrimus
El camachuelo bonito (Carpodacus pulcherrimus) es una especie de ave paseriforme de la familia Fringillidae propia de Asia.

## Distribución y hábitat
Se encuentra principalmente en las montañas de media altitud desde el Himalaya hasta el noreste de China. Su hábitat natural son los bosques templados y zonas de matorral de montaña.